# روي فرانكو دي ألميدا جونيور
روي فرانكو دي ألميدا جونيور (بالبرتغالية: Ruy Franco de Almeida Junior‏) هو لاعب كرة قدم برازيلي في مركز الوسط، ولد في 26 يناير 1989 في Itapeva, São Paulo ‏ في البرازيل. لعب مع نادي ريبيراو ونادي كوريتيبا ونادي مارينغا.

## وصلات خارجية
- روي فرانكو دي ألميدا جونيور على موقع قاعدة بيانات كرة القدم.إي يو (الإنجليزية)
- روي فرانكو دي ألميدا جونيور على موقع Soccerway.com (الإنجليزية)
- روي فرانكو دي ألميدا جونيور على موقع عالم كرة القدم.نت (الإنجليزية)